# Matt Vogel
Matthew Haynes "Matt" Vogel, född 3 juni 1957 i Fort Wayne i Indiana, är en amerikansk före detta simmare.
Vogel blev olympisk guldmedaljör på 100 meter fjäril vid sommarspelen 1976 i Montréal.